# 유제호 (1992년)
유제호(1992년 8월 10일 ~ )는 대한민국의 축구 선수이다. 현재 양평 FC소속이며, 포지션은 공격수이다.

## 선수 경력
유제호는 포항 스틸러스 유소년 팀 산하의 포항제철중학교, 포항제철공업고등학교를 거쳤으며, 2011 K리그 드래프트에서 포항 스틸러스에 우선지명된 후 아주대학교에 진학하였다.
2014년 포항 스틸러스에 입단하였으며, 2015년 11월 29일 열린 FC 서울과의 홈 경기에서 후반 교체 투입되며 데뷔전을 치렀다.
2016년 7월 22일 서울 이랜드로 이적하였다.